# Равнотежно стање (термодинамика)
Термодинамичка равнотежа, је стање термодинамичког система у коме је он у термичкој, механичкој и хемијској равнотежи. Стање система у равнотежи одређено је функцијама стања. Функције стања може бити интензивна функција стања, притисак и температура, или екстензивна функција стања као нпр. молски удео компоненти. Термодинамичка равнотежа је детерминисана минимумом термодинамичког потенцијала.
За систем при константној запремини термодинамички потенцијал еквивалентан је Хелмхолцовој слободној енергији:
F = U – TS
За систем на константном притиску термодинамички потенцијал еквивалентан је Гибсовој слободној енергији:
G = H – TS